# 第二瓦肯多夫
第二瓦肯多夫是德国石勒苏益格－荷尔斯泰因州的一个市镇。总面积12.80平方公里，总人口1393人，其中男性674人，女性719人（2011年12月31日），人口密度109人/平方公里。